# Homapoderus nigritarsis
Homapoderus nigritarsis es una especie de coleóptero de la familia Attelabidae.

## Distribución geográfica
Habita en Camerún, Congo, Guinea y República Democrática del Congo.